# Bob Sikes
Bob Sikes właściwie Robert Lee Fulton Sikes (ur. 3 czerwca 1906 w Isabella w pobliżu Sylvester, zm. 28 września 1994 w Crestview) – amerykański polityk, członek Partii Demokratycznej.

## Działalność polityczna
Od 1936 do 1940 zasiadał w stanowej Izbie Reprezentantów Florydy. W okresie od 3 stycznia 1941 do rezygnacji 19 października 1944 przez dwie kadencje i następnie od 3 stycznia 1945 do 3 stycznia 1963 przez dziewięć kadencji był przedstawicielem 3. okręgu, a od 3 stycznia 1963 do 3 stycznia 1979 przez osiem kadencji przedstawicielem 1. okręgu wyborczego w stanie Floryda w Izbie Reprezentantów Stanów Zjednoczonych.